# Gorcaranajin
Gorcaranajin (orm. Գործարանային, tłum. "Fabryczna") – stacja metra w Erywaniu, oddana do użytku w czerwcu 1983 roku. Od strony architektonicznej główna część stacji ma postać zadaszonej hali, zlokalizowanej na powierzchni ziemi, wewnątrz której umieszczono peron wyspowy. W latach 1983–1985 stanowiła południowy kraniec linii metra. 